# Bristol 450

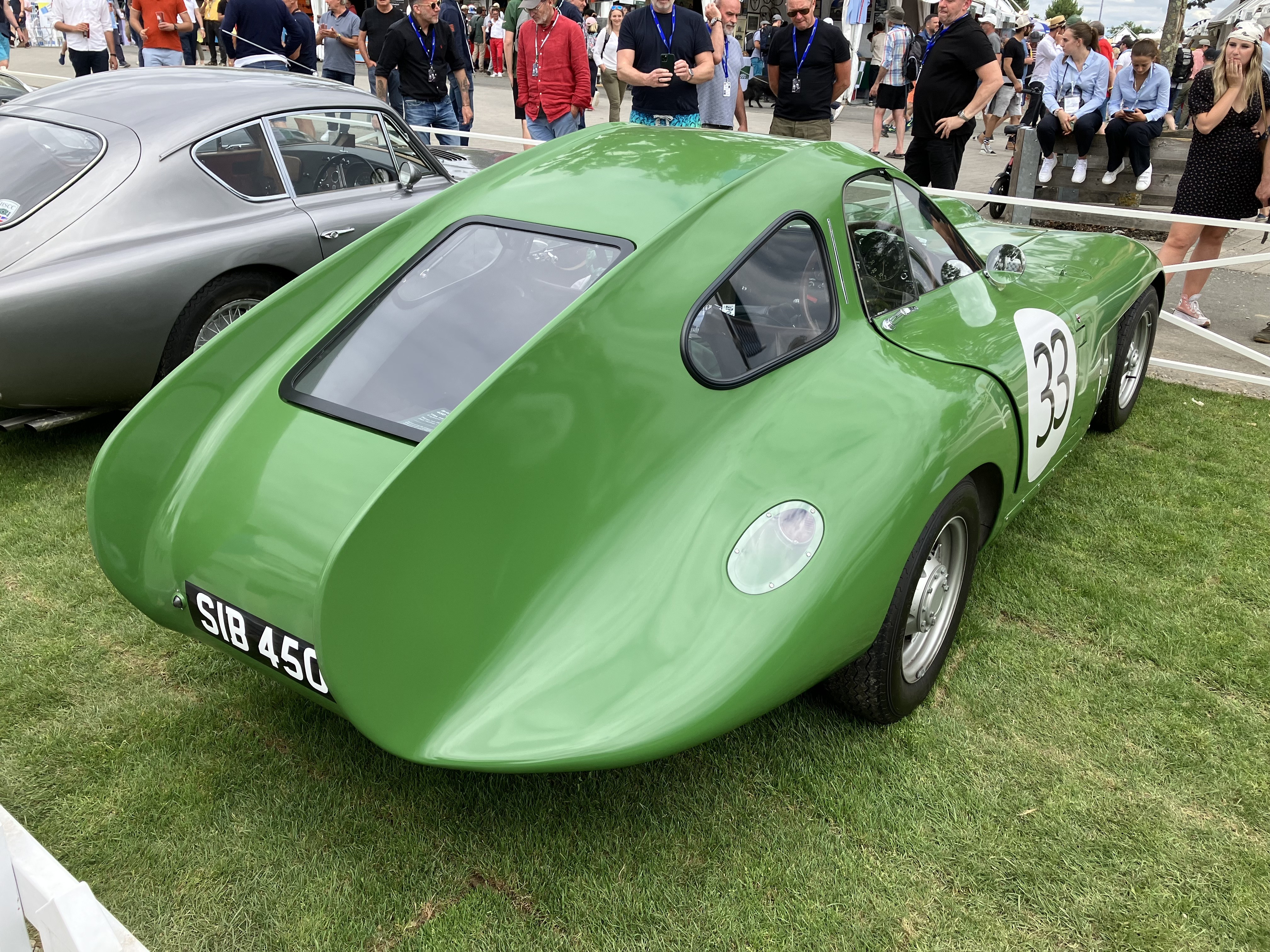
Bristol 450

Der Bristol 450 ist ein Rennwagen des britischen Flugzeug- und Automobilherstellers Bristol Aeroplane Company (später: Bristol Cars), der von 1953 bis 1955 in wenigen Exemplaren hergestellt wurde. Bristol nahm mit ihm werksseitig an einigen ausgewählten Motorsportveranstaltungen teil.

## Hintergrund

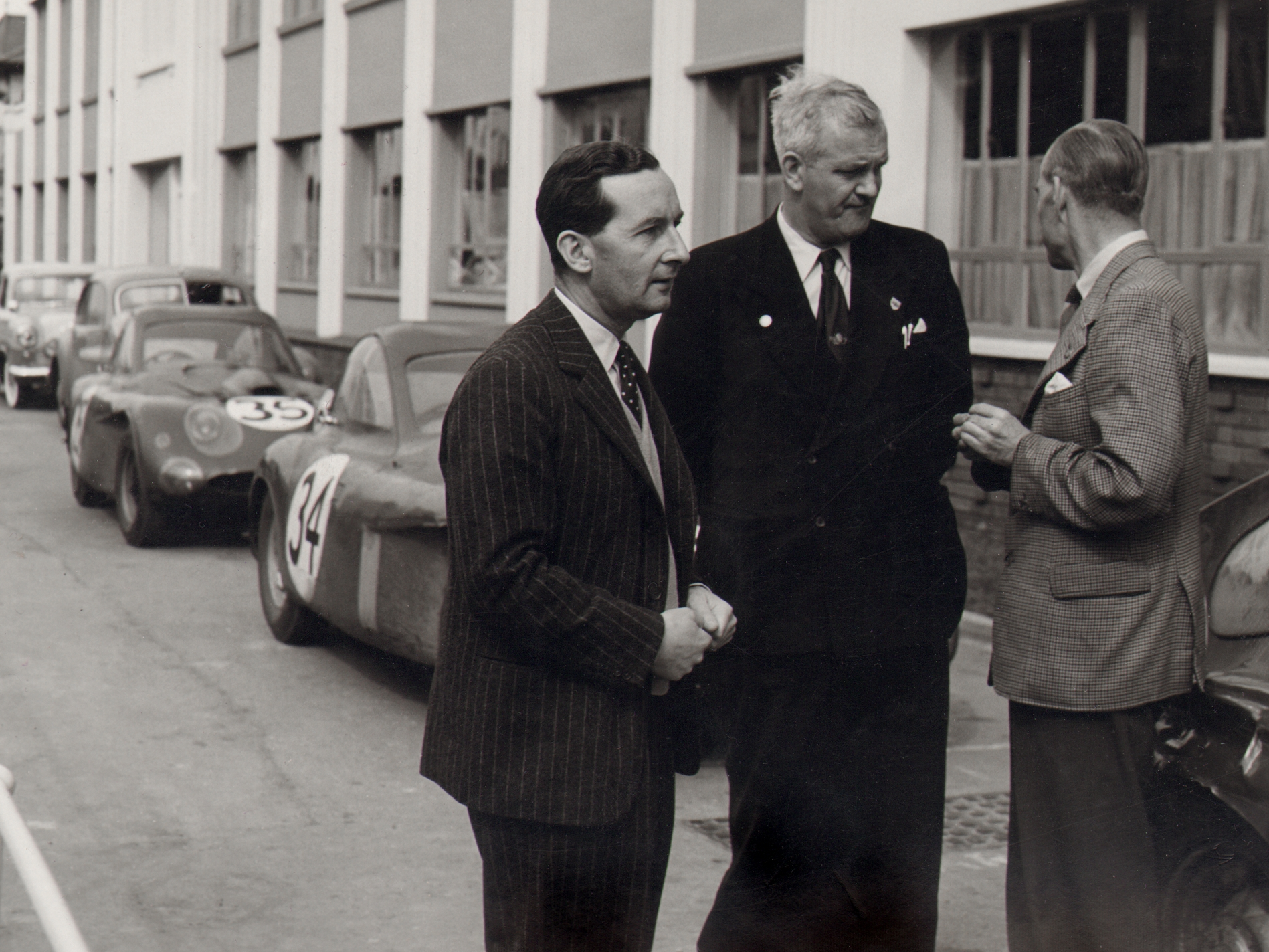
Sir George White vor zwei Bristol 450

Seit Ende der 1940er Jahre lieferte Bristol die bekannten, auf BMW-Technik beruhenden zwei Liter großen Sechszylindermotor an Unternehmen wie Frazer Nash, ERA oder Cooper, die mit ihnen ihre eigenen Fahrzeuge ausrüsteten und erfolgreich Motorsport betrieben. Unter dem Eindruck des Marketing-Erfolgs, den Jaguar mit dem Technologietransfer von Le Mans-Sportwagen zu Serienmodellen wie dem Jaguar Mark VII erzielte, entschloss sich Bristol zu Beginn der 1950er Jahre, sich ebenfalls werksseitig im Automobilsport zu engagieren. Treibende Kraft hinter dieser Idee war neben George White vor allem der Bristol-Händler Tony Crook, der bereits früh privat einige Bristol-Serienfahrzeuge bei kleineren Rennveranstaltungen eingesetzt hatte. Anlässlich der London Motor Show im Oktober 1952 verkündete Bristol, mit einem eigenen Fahrzeug zum 24-Stunden-Rennen von Le Mans antreten zu wollen.
Das Ergebnis der Entwicklungsarbeit war der Bristol 450, ein geschlossener Rennwagen, der von 1953 bis 1955 erfolgreich an Langstreckenrennen teilnahm. Nach dem tragischen 24-Stunden-Rennen von Le Mans 1955, bei dem es zu einem schweren Unfall kam und insgesamt 83 Zuschauer getötet wurden, zog sich Bristol vom Motorsport zurück.

## Technik

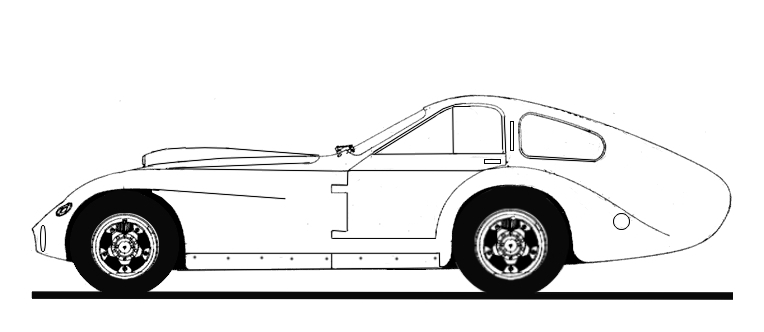
Bristol 450 im Profil (Grafik)

Der Bristol 450 basierte nicht auf Bristols eigenem Chassis, das auf eine BMW-Konstruktion aus der Vorkriegszeit zurückzuführen war und seit 1946 in diversen Straßenfahrzeugen der Marke verwendet wurde; diese schwere Konstruktion wurde im Werk als untauglich für den Motorsport auf höherem Niveau angesehen. Anderseits verblieb Bristol zwischen der Ankündigung und dem ersten geplanten Einsatz nicht genügend Zeit für die Entwicklung eines eigenen Fahrgestells. Bristol griff daher auf eine Konstruktion von ERA zurück. Dort hatte David Hodgin Entwürfe für den G-Type erstellt, einen Rennwagen für die Formel 2, der letztlich nur bei drei Anläufen unter Stirling Moss zum Einsatz kam. Bristol übernahm im Winter 1952 die Rechte an der Konstruktion und überarbeitete sie unter der Leitung von David Summers. in den folgenden Monaten. Hierzu gehörten insbesondere eine Verstärkung des Chassis, wobei einige Aluminiumteile durch Stahlkomponenten ersetzt und weitere tragende Elemente hinzugefügt wurden. Das Gesamtkonzept war darauf angelegt, das Gewicht des Wagens so weit wie möglich zwischen den Achsen zu positionieren. Der Tank wurde daher zwischen dem hinter der Vorderachse untergebrachten Motor und der knappen Fahrerkabine angeordnet.
Als Antrieb verwendete Bristol eine stark überarbeitete Version des eigenen Motors, der bei unverändertem Hubraum von 1971 Kubikzentimetern zunächst eine Leistung von 142 PS (104 kW) erbrachte; Anfang 1954 wurde die Leistung dann auf 155 PS (114 kW) angehoben. Zu den Modifikationen gehörten ein speziell entwickelter Zylinderkopf aus Aluminium, Einlassventile aus einer Chrom-Nickel-Legierung mit vergrößerter Einlassöffnung und neu gestaltete Auslassventile. Die Gemischversorgung erfolgte über drei Solex-Fallstromvergaser. Die Kurbelwelle wurde gegenüber der Serienversion verstärkt und das Kühlsystem wurde der erhöhten Leistung angepasst.
Der Motor war mit dem eigenen, im Detail allerdings modifizierten Vierganggetriebe verbunden.
Die Karosserie des 450 war ungewöhnlich proportioniert. Die Motorhaube war ausgesprochen lang; die Fahrerkabine befand sich unmittelbar vor der Hinterachse. Im Laufe der Entwicklung gab es unterschiedliche Aufbauten:
- Anfangs war der 450 als geschlossenes Fahrzeug gestaltet. Das Design der Frontpartie änderte sich im Laufe der Entwicklung. Zunächst hatte der 450 frei stehende Frontscheinwerfer und zwei in die abfallende Motorhaube integrierte Zusatzscheinwerfer, später wurden die Scheinwerfer in die Kotflügel integriert und mit Plexiglas bündig abgedeckt.[3] Ein auffälliges Gestaltungsmerkmal aller geschlossenen 450-Modelle waren zwei große Heckflossen, die aerodynamische Stabilität gewähren sollten. Das kurz darauf präsentierte Sportcoupé Bristol 404 zitierte diese Heckflossen, allerdings waren sie dort deutlich kleiner.

- 1955 erhielt der 450 eine offene Karosserie mit dem Fahrersitz auf der rechten Seite, einem vom Reglement vorgeschriebenen, jedoch aus aerodynamischen Gründen durch ein großes Blechteil abgedeckten Beifahrersitz sowie eine aufrecht stehende Heckfinne (ähnlich dem Jaguar D-Type), an deren vorderem Ende sich eine Kopfstütze befand. In der Literatur besteht Einigkeit darüber, dass die 450 Roadster nicht neu aufgebaut wurden, sondern das Werk lediglich das Dach der vorhandenen Coupés entfernte und die Heckpartie anpasste.[5]

## Die Renneinsätze
Der Bristol 450 wurde von 1953 bis 1955 bei einigen Langstreckenrennen in Frankreich eingesetzt. Das Auto erzielte zumeist Klassensiege.

### 1953

#### 24-Stunden-Rennen von Le Mans 1953
Der erste Einsatz des geschlossenen Bristol 450 erfolgte am 13. Juni 1953 beim 24-Stunden-Rennen von Le Mans. Die Bristol Airplane Company meldete je ein Auto für Lance Macklin/Graham Whitehead und für Tommy Wisdom/Jack Fairman. Bis auf Graham Whitehead, dem Bruder von Peter Whitehead, der das Rennen 1951 gewonnen hatte, waren die Fahrer routinierte Sportwagenpiloten und Le-Mans-Veteranen. Tommy Wisdom hatte schon 1934 sein Le-Mans-Debüt gegeben. Keiner der Wagen kam ins Ziel: Der Macklin/Whitehead-Wagen schied nach 29 Runden, der Wisdom/Fairman-Wagen nach 70 Runden aus. Beim Fahrzeug von Graham Whitehead brach knapp vor der Mulsanne die Pleuelstange. Der Wagen geriet dabei von der Bahn und fing Feuer. Whitehead blieb dabei unverletzt. Beim Wisdom/Fairman-Wagen beschädigte ein abgefallenes Aufhängungsteil die Benzinleitung, woraufhin sich austretender Treibstoff auf dem heißen Auspuff entzündete. Das Feuer breitete sich während der Fahrt auf das Cockpit aus und fügte dem Fahrer Tommy Wisdom schwere Verbrennungen an Händen und Füßen zu.

#### 12-Stunden-Rennen von Reims 1953
Bei seinem zweiten Einsatz, dem am 5. Juli 1953 abgehaltenen 12-Stunden-Rennen von Reims, konnte der Bristol 450 einen ersten Erfolg erzielen. Der von Peter Wilson und Jack Faiman gefahrene Wagen wurde Fünfter im Gesamtklassement und Sieger der Klasse für Sportwagen bis 2-Liter-Hubraum. Allerdings hatte der Wagen nach 12 Stunden Fahrzeit bereits 29 Runden Rückstand auf den siegreichen Jaguar C-Type von Peter Whitehead und Stirling Moss. Der zweite 450, der von Lance Macklin und Graham Whitehead gefahren wurde, kam nach einem Defekt der Kraftübertragung nicht ins Ziel.

#### Langstreckenrennen Montlhéry 1953
Bei einem Langstreckenrennen im französischen Montlhéry im Oktober 1953 stellten Macklin und Fairman sechs neue Geschwindigkeitsrekorde in der Klasse E (für Fahrzeuge mit 1.501 bis 2.000 Kubikzentimetern Hubraum) auf: Sie erreichten auf einer Distanz von 200 Meilen eine Durchschnittsgeschwindigkeit von 125,87 Meilen pro Stunde und fuhren über einen Zeitraum von sechs Stunden durchschnittlich mit 115,43 Meilen pro Stunde. Nach der letzten Rekordrunde fuhr Peter Wilson eine Abschlussrunde mit einer Geschwindigkeit von 126 Meilen pro Stunde, um zu zeigen, dass das Auto auch nach den inzwischen erbrachten Leistungen noch immer in mangelfreiem Zustand war.

### 1954

#### 24-Stunden-Rennen von Le Mans 1954
Bristol trat mit drei Fahrzeugen vom Typ 450 zum 24-Stunden-Rennen von Le Mans am 13. Juni 1954 an. Die Fahrzeuge waren dieselben, die bereits im Vorjahr an den Start gebracht worden waren, allerdings hatte das Werk sie im Bereich der Frontpartie leicht überarbeitet, und die Leistungsausbeute war um 13 PS erhöht worden. Diese Mehrleistung war die Folge konsequenter Winterarbeit, wo vor allem mit neuen Zylinderköpfen und Ventilen experimentiert wurde. Das Team meldete die Fahrerpaarungen Peter Wilson/Jim Mayers, Mike Keen/Tommy Line und Tom Wisdom/Jack Fairman. Als Ersatzfahrer wurde der junge Australier Jack Brabham verpflichtet. Alle drei Fahrzeuge kamen ins Ziel. Wilson/Mayers beendeten das Rennen in der Gesamtwertung mit einer Durchschnittsgeschwindigkeit von mehr als 90 Meilen pro Stunde als Siebte, Wisdom/Fairman wurden Achte, und Keen/Line kamen als Neunte ins Ziel. Die Bristol-Fahrzeuge führten zugleich die Wertung der Klasse für Sportwagen von 1,5 bis 2-Liter-Hubraum an.

#### 12-Stunden-Rennen von Reims 1954
Zum 12-Stunden-Rennen von Reims am 4. Juli 1954 meldete Bristol erneut drei Fahrzeuge für Keen/Line, Wilson/Mayers und Wisdom/Fairman. Das Rennen wurde von den Jaguar-Wagen dominiert. Die Bristols liefen auf den Positionen zehn (Keen/Line), elf (Wilson/Mayers) und zwölf (Wisdom/Fairman) ins Ziel; Keen/Line wurden dabei Zweite in der Sportwagenklasse bis 2-Liter-Hubraum hinter dem Ferrari 500 Mondial von François Picard und Charles Pozzi.

### 1955

#### 24-Stunden-Rennen von Le Mans 1955
Zum Beginn der Saison 1955 erhielten die Bristol 450 eine offene Karosserie. Die Fahrzeuge wurden erneut von Wisdom/Fairman, Keen/Line und Wilson/Mayers gefahren. Die Bristol belegten am Ende des Rennens die ersten drei Plätze ihrer Klasse. In der Gesamtwertung wurden Wilson/Mayers Siebente, Keen/Line Achte und Wisdom/Fairman Neunte. Bristol spendete die Siegprämie einem Fonds, der die Opfer unterstützte, die von Pierre Leveghs Fahrzeug verletzt oder getötet worden waren.

#### 12-Stunden-Rennen von Reims 1955
Bristol hatte sich für das 12-Stunden-Rennen von Reims, das für Juli 1955 vorgesehen war, eingetragen. Die Veranstaltung wurde allerdings nach dem tödlichen Unfall beim vorangegangenen Rennen in Le Mans abgesagt. Daraufhin zog sich Bristol werksseitig vom Motorsport zurück.

## Produktionsumfang
Die Fachliteratur geht üblicherweise davon aus, dass drei Exemplare des Bristol 450 hergestellt wurden, die im Laufe der Zeit diversen Änderungen unterzogen wurden. Der Bristol Owners Club bestätigt diese Zahl auf seiner Internet-Seite. Nach dem Ende des werksseitigen Engagements wurden die drei Fahrzeuge im Werk zerlegt. Aus den am besten erhaltenen Einzelteilen wurde ein Exemplar zusammengesetzt, das mehrere Jahrzehnte lang zu Tony Crooks Sammlung gehörte, bevor dieser es in den 1990er Jahren an einen Markenliebhaber verkaufte.
Im Laufe des Jahres 1954 erwog Bristol, eine Straßenversion des 450 mit einem 170 PS leistenden Motor und modifizierter Karosserie herzustellen, nahm von diesen Plänen aber letztlich Abstand, weil der erwartete Verkaufspreis des Fahrzeugs als deutlich zu hoch und der Markt als zu klein eingeschätzt wurde.